# 不機嫌なモノノケ庵
『不機嫌なモノノケ庵』（ふきげんなモノノケあん）は、ワザワキリによる日本の漫画作品。スクウェア・エニックスのウェブコミック配信サイト『ガンガンONLINE』にて、毎月第1・第2週更新で2013年9月12日から2021年4月22日まで連載された。
2016年より、テレビアニメ化や舞台化などメディアミックスも行われている。

## あらすじ
高校入学したばかりの芦屋花繪は、それまで妖怪や幽霊の類を全く信じていなかった。ところが一週間前、突然モジャモジャした妖怪に憑かれて否応なしに妖怪の存在を信じるハメになった。日に日に体調は悪くなり、どうにかしたいと悩んだところで「妖怪祓い屋」の張り紙を見つける。藁にもすがる思いで電話をかけると、現れたのは物怪庵の主・安倍晴齋だった。やがて芦屋は物怪庵や安倍を通じて妖怪と交流していき、彼らへの理解を深めていく。

## 登場人物
声はテレビアニメの声優。

### 物怪庵
芦屋 花繪（あしや はなえ）
声 - 梶裕貴、橋本ちなみ（子供）
主人公の黒髪の青年。戻橋高等学校に通う15歳の高校1年2組。妖怪は空想上のキャラクターだと思っていたが、夜道で見つけたモジャモジャした妖怪（以下、モジャ）に憑かれてから妖怪が見えるようになる。その日から体調が悪くなり学校に着く前に倒れてしまうので、高校に入学してから7日間は保健室登校だった。
とり憑いてきたモジャを祓ってもらうために、物怪庵の主として妖怪祓いの仕事をしている安倍を頼る。初めはモジャが自分を祟り殺すつもりで憑いているのだと思い、殴ったり引き剥がそうとしたりと疎ましく思っていた。だが安倍に祓ってもらう過程で、自分に憑いていた本当の理由や気持ちを知り、妖怪への理解を深め「モジャに何かしてやれることはないか」と考えるようになる。隠世に送る際はモジャとの別れを惜しんでいた。
祓ったお礼として隠世の通貨である100万“怨”を請求されるが、当然持っていないので借金返済のために物怪庵の奉公人（バイト）として働くことになる。当初は物怪庵を通じて現世と隠世を行き来できるのは物怪庵の主である安倍のみだったが、立法が「奉公人も行き来できる」と新たな法律を作ったため、芦屋も隠世の扉を使わずに直接物怪庵に入れるようになる。
妖怪絡みで困っている人を見ると放っておけず、つい関わってしまい余計な仕事を増やすトラブルメーカー。よく安倍に怒られている。妖怪が見えてから日が浅くまだ恐怖心もあるが、時には安倍以上の活躍を見せることもある。同い年だと分かった後も、年上だと思っていた名残か安倍には敬語で話している。
保健室登校の影響か、保健室や道具の場所に詳しく「保健室のハナエちゃん」という異名もある。
ピアスやハサミなどの金属系の探し物を見つけるのが得意。マンジロウが依頼した指輪は、小川に落ちていたにもかかわらず15分程度で見つけた。
実家は朱咲町にある生花店「花芦」。時々店の仕事を手伝っているので園芸に詳しい。家族に母と姉がいる。
行政の件から数日後、芦屋榮の人格が現れるようになる。
初期はクールキャラで、安倍の友人という設定だった。
安倍 晴齋（あべの はるいつき）
声 - 前野智昭、大西沙織（子供）
物怪庵の二代目主。15歳の高校1年生で、芦屋花繪のクラスメイト。芦屋からは同い年だと分かった後も、敬称を用いて、敬語で呼ばれているため、一度敬語をやめるよう言ったことがある。隠世の顔見知りからは「イツキ」と呼ばれる。着物の上に羽織という和服姿が風格のある金髪の青年。芦屋のパートナーにして雇い主。
常に不機嫌で口も態度も悪い。初対面の芦屋に対しても、「貧弱」とバカにしている。学校にいる時は授業中でも、ずっと寝ているなど授業態度も悪い。
四畳半の茶室「物怪庵」で妖怪祓いの依頼を受ける。芦屋の依頼を受ける際、既に予約が入っていたので順番を守らせようとしたが、苗字を聞いて気が変わりすぐに祓うことにする。妖怪祓いの仕事は憑かれた人間のためではなく、憑いている妖怪のためにやっている。そのため人間側からすると理解し難い行動もあり、誤解されることもしばしば。
妖怪の望みを知り、叶え、隠世の扉を通じて隠世に送ることが「祓う」ことなので、望みによって祓う方法は変わる。お礼として芦屋に100万怨を請求するが、持っていないので借金として返すために物怪庵の奉公人（バイト）として雇う。隠世の扉を開くのは相当な体力を消耗するらしく、安倍の力では1日2回が限度。2回開くと体力を消耗しすぎて昏倒してしまうが、全く動けなくなるほどではない。
これまでの経験から、見えていない人間に妖怪絡みのことを伝えるのは難しい、下手に真実を言えば怪しまれると思っている。依頼主が妖怪でそこに人間が関わっている場合は、余計なことはせず依頼の達成のみを目指すのが最良の策だと考えている。
首から寄生樹の力を弱める薬を下げている。非常に大切なもので、妖怪に食われたり、切らしたりするのは困るらしい。妖怪が寄生樹に寄生されるのを恐れて奉公人に雇わないでいたが、立法から法律（ルール）としてモジャを雇うよう命令されてしまい、やむなく雇った。物怪庵の主である安倍は、隠世社会の法律（ルール）に縛られない。だが権力者の立法は上司に当たり、立法から直に下された法律（ルール）は守らなくてはならない。
7歳の時に奉公人になった。先代主はアオイという妖怪だったが、何らかの理由で死んでしまったため、今は安倍が受け継いでいる。隠世では主の座が欲しくて先代を殺した、という噂を立てられているが全くの嘘で、本人は気にせず振舞っている。
初期設定では安倍が主人公だった。
物怪庵（もののけあん）
安倍が妖怪祓いの依頼を受ける際に使う四畳半の茶室。妖怪でもある。扉のある場所で安倍が呼べば、どこにでも現れる。寝ぼけて言い間違えても同様。芦屋に「どこ●もドア」と言われたことがある。中に入った後も移動は可能で、ギギギの親分を学校で祓って遅くなった芦屋を家まで送り届けた。入口は引き戸だが、出口は躙口（にじりぐち）という小さな戸。隠世から入る時は躙口から入ることが多い。
当初は物怪庵を通じて現世と隠世を行き来できるのは物怪庵の主である安倍のみだったが、立法が「奉公人（バイト）も行き来できる」と新たな法律（ルール）を作ったため、芦屋やモジャも隠世の扉を使わずに直接物怪庵に入れるようになる。
意思があり、床の間の掛け軸に文字となって現れる。その際は横の風鈴が鳴る。落ち着いた女性のような文体で話すが、顔文字や記号も使うなどノリがいい。
安倍達が隠世に行く際、4つの心得を守るよう芦屋に言いつけるが全て破られてしまう。
物置もあるが、出入りできるのは安倍のみ。覗き見厳禁、立ち入り禁止。
モジャ
声 - 諏訪彩花
一ノ怪で芦屋にとり憑いていた妖怪。鼻や口はなく喋らないが、常に芦屋の肩や背中にいて、芦屋の方を見ている。基本的に無表情だが、再会してからは笑ったり怒ったりと表情豊かになる。毛玉に手足が生えたような見た目。白くて小さくモジャモジャしているので、芦屋には「モジャモジャ」や「モジャ」と呼ばれる。安倍からは「毛玉」、立法からは「毛玉くん」とも呼ばれる。
安倍曰く「人に飼われていた動物が死んで妖怪になったもの」で、そういった妖怪は死後も人に尾を振ったり芸を見せたりする。だがそのうち、誰も自分を見ていないことに気付く。モジャに限らず、妖怪が見える者がほとんどいない現世にいる限り、妖怪は孤独。だからモジャは、自分を無視しなかった芦屋に出会えて嬉しくなり、もう独りにはなるまいと必死にしがみついていた。殴られたり蹴られたり、乱暴に扱われても離れなかったのは無視されるよりマシだったからである。
モジャの望みは「遊んでほしい」だったため、安倍がビーチボールを膨らませて芦屋も加わり3人でボール遊びをした。別れ際に安倍にもお礼を言うなど、義理堅い面もある。芦屋には「アリガトウ」と伝えるが、モジャの声だとは気付かれていない。
隠世では、泥棒と間違われて妖怪と揉めている芦屋を助けようと再び現れる。果敢に立ち向かうが、投げ飛ばされて怪我をしてしまう。その後、亀薬堂でコウラとシズクの治療を受ける。怪我が治るまでは物怪庵に置いておくことになったが、立法に会った際に自分も奉公人（バイト）にしてほしいとアピールして、正式に採用される。
一ノ怪では物怪庵に入るとバレーボール大ほどに縮んだり、屋上に出ると安倍の身長より大きくなったりと、場所によって体の大きさが変わっていた。

#### 物怪庵の関係者
藤原 禅子（ふじわら ぜんこ）
声 - 高垣彩陽
花繪の同級生。実家は寺。お寺を大切に思っており、自分以外に後継ぎがいないという思いから継ごうと思っていたのを父に反対されていたが、花繪から父親の本心を知り父と和解した。見た目は小柄で背が低く花繪から小学生と間違われた。
ヤヒコに噛まれた影響から妖怪が見えるようになり、学校で花繪と知り合い晴齋が物怪庵の主であることを知った。晴齋から叱りを受けたヤヒコを許しお寺の手伝いとして、引き取った。
事件解決後も妖怪を見る力は残ったが、ヤヒコ以外の妖怪は半透明にしか見えない。
ヤヒコ
声 - 大谷育江
狐や少年の姿に変えられる妖狐。晴齋が幼い頃の友人で、8年振りに再会した。晴齋たちと遊ぶのが大好きで、断られると駄々を捏ねたりと幼児っぽい一面がある。
晴齋の悪い噂の真意を確かめるために禅子に手荒な手段を行い晴齋に近づいた。事件解決後、禅子に謝罪し彼女からの頼みで、お寺を手伝うことになり禅子の実家に引き取られた。
アオイ
声 - 岡村明美
物怪庵の初代主で、黒猫の姿をした妖怪。晴齋や榮の上司。ヤヒコの友人。8年前に何らかの理由で姿を消したため、今は晴齋が受け継いでいる。榮が亡くなった後、アオイが榮に変化し芦屋家でしばらく暮らし、その後また姿を消すまでアオイが記した業務報告書を見た晴齋の判断で明らかになった。
なお、周囲からは故人のように扱われているが、遺体が発見されていないのでどこかで生存している可能性もある。
芦屋 榮（あしや さかえ）
声 - 石田彰
花繪の父親。晴齋の前の物怪庵の奉公人。故人。妖怪嫌い。妖怪に対して冷酷で封印や殺すことも厭わない。榮の関する事件は機密になっている。花繪のもう一つの人格として宿っている。家族を捨て出ていったことで、花繪の姉（声 - 飯田友子）に恨まれている。実はその頃、榮は既に亡くなっており花繪がずっと父親だと思っていた人はアオイが変化した榮だったことが晴齋の判断で明らかになった。
生まれつき金髪金目。幼い頃から妖怪が見えることが災いして、両親と姉妹が妖怪に殺害される様を目撃。さらに、親族や友人も原因不明の病気や怪我が相次いで発生したことから陰では「死神」と恐れられ、妖怪を憎むようになった。

### 現世（うつしよ）
嵯峨 則人（さが のりと）
声 - 八代拓
花繪のクラスメイトで、親友の一人。通称「サガ」。活発な青年。短髪で前髪を上げているのが特徴。
伏見 慎士（ふしみ しんじ）
声 - 本橋大輔
花繪のクラスメイトで、親友の一人。通称「フッシー」。写真部。落ち着いた性格で、少し天然。コンビニが好き。
芦屋 楢（あしや なら）
声 - 伊藤美紀
花繪の母親。花屋を営む店主。
藤原 達磨（ふじわら たつま）
声 - 稲葉実
寺の住職で、禅子の父親。滅多に笑わない頑固親父だが、娘や妻には弱い。自分の娘にお寺を継ぐことを背負わせたくないと思っている。妖怪は信じてないが、幽霊は大の苦手で信じているらしい。妖怪（禅子が幽霊騒動の一件としてフォローした）の一件で、花繪を霊が見えて除霊出来る者と思い込み彼を寺の使用人として引き留めた。
富士（ふじ）
声 - 蓮岳大
戻橋高等学校の教職員。写真部顧問。
日野原（ひのはら）
声 - 橋本ちなみ
楢が入院した時の担当看護師。

### 隠世（かくりよ）
コウラ
声 - 日笠陽子
隠世で「亀薬堂」という薬屋を営んでいる妖怪。着物の女性の様な姿をしている。
腕はいいが、相手の体の部位を「いい薬になる」などと考えており、安倍からは変わり者と思われている。
シズク
声 - 橋本ちなみ
亀薬堂の奉公人で立法の妹。少女の様な姿をしている（尻尾が生えているが）。
主であるコウラを慕っており、自分が薬にされたいなどと考えており、コウラにいい薬になると思われた者に嫉妬心を露わにする。
立法（りっぽう）
声 - 諏訪部順一
隠世を統制する3人の権力者の1人。安倍の上司的な位置付けでシズクの兄。水色と灰色が混ざった短髪と青い瞳を持ち、両耳にピアスを開けており常に笑みを絶やさない青年。
外見は20代後半だが話し方や仕草から長く生きていることが窺える。亀薬堂からはかなり遠い（だが森の道なき道を通れば近道）｢イモリ池｣に住む。
酒を飲めば10時間以上飲むという笊。常に煙管をふかしており、安倍からは｢ヘビースモーカーで酒豪で博打好きの色魔、あとシスコン｣と言われている。
隠世のルールを作る権限を持っており､そのルールを破ると罰が下されるという｡
初めてイモリ池へ行った際、芦屋のことを奉公人に向いてないと言ったが、芦屋の意見を聞き彼を認め、新しく『主と奉公人のみ物怪庵での隠世と現世の行き来を許可する』というルールを作り、隠世の扉を開かなくとも、芦屋が物怪庵を通じて隠世に行けるようにした。
モジャの奉公人になりたいという猛アピールの際も｢いいんじゃないの？採用｣と軽く採用し、半ば強制的に安倍の奉公人にさせた。
アオイに殺害通告を受けたことがある。
司法（しほう）
声 - 下野紘
隠世を統制する3人の権力者の1人。猛獣の姿に変えられる。行政から肉食禁止されている。口調がマイペースで穏やか。
行政（ぎょうせい）
声 - 遊佐浩二
隠世を統制する3人の権力者の1人。気性が荒く人間嫌い。怪鳥（漆黒のカラス）に変化すると晴齋以外の「威光」が使えない人間は金縛りや呼吸困難の症状に陥る。エゲンに視察を兼ねて物怪庵の花繪を査察するように頼んだ。花繪のことを知ると花繪に凄まじい殺意をむけ隠世出禁にした。この一件で花繪にトラウマを植え付けた。人間を危険視するのは機密である芦屋榮の件が絡んでいる。
エゲン
声 - Lynn
天狗の姿をした妖怪。隠世にも学校を設立するため現世の学校に視察に来た。嘘が苦手。学校設立に尽力してくれた行政に恩返しするために物怪庵の査察を引き受けた。

### その他の妖怪
ギギギの親分
声 - 立木文彦
緑色の葉っぱに覆われた妖怪で、少妖怪ギギギの親。物怪庵の主に隠世へ祓ってもらうために少妖怪の子供達を使わせた。ギギギが口癖で言葉（子供達はギギギ以外話せない）を話せる。
寄生樹に取りつかれ身動きが取れなくなり力を吸われていたが、晴齋から貰った薬で解放された。
ミツチグラ
声 - 一条和矢
地蔵の姿をした妖怪。手を合わせて、ありがたやが口癖。現世に落とした笑面（取りつかれた人間は延々と笑を強いられる）を取り戻すために晴齋に依頼をした。穏やかで、顔は無表情だが、各感情の面を顔に付けることで、心の感情も変わる。
ゴイチダ
声 - 丹沢晃之
隠世で店を営んでいる獣人の姿をした妖怪。花繪をこそ泥と間違え因縁をつけた。気性が激しく気が荒いが、身に危険が迫ると臆病になる。
マンジロウ
声 - てらそままさき
うなぎの姿をした妖怪。気が短い江戸っ子。小川で紛失した指輪を婆さん（声 - 鈴木れい子）に届けるために晴齋に依頼をした。現世では、婆さんが嵌めている指輪の側にいないと体が持たずに最期は消えてしまう。
ジョウマツ
声 - 谷山紀章
翼の生えた小型の妖怪で、アンモ姫に使える付き人。物怪庵の依頼人。喉が渇きやすく水やお茶が好き。姫が好きで、せっかちになりがち。
アンモ姫
声 - 大西沙織
鳥の姿をした小型の妖怪。翼の色はピンク。ピーしか話せないため花繪らと話す時はジョウマツが通訳をしている。人間、虫、動物、機械など、姿形関係なくかなり惚れっぽい性格で、失恋すると卵型の殻を作り、その中に引き籠ってしまう。
ノボウ
声 - 飛田展男
畑に住む案山子の姿をした妖怪。テンションが高くフレンドリーな性格。過去に起きた事件で負い目を感じ無意識に悪臭を放つ煙（妖怪が触れると巨大化する）を出していた。
猪柄嶽夕日滝翁神（いのがらたけゆうひたきおぎながみ）　　　
声 - 西村知道
年老いた神の妖怪で、通称：翁（おぎな）。トモリに関する物怪庵の依頼人。
トモリ
声 - 三石琴乃
オットセイの姿をした盲目の妖怪。翁の友人。妖怪を見える人間から妖怪を見る視力を貰うことで、眼が見えるようになる（トモリに視力を譲った人間は数日間妖怪を見る力を失う）。相手に触れるだけで、人間か妖怪かを判別できる。
キナコ
声 - かないみか
ヨークシャー・テリアに似た小型犬の姿をした妖怪。名付け親はヤヒコ。ヤヒコに負けず劣らず遊び好き。体力がないため現世に長く滞在できない。変化は一気に体力が消耗し透明になるため生死に関わる。草食系で、葉っぱが好物。
ケシ
声 - 金田朋子
黒いロングヘア（カツラ）で白いワンピース姿の人形の妖怪。去年の盆踊り幽霊騒ぎの張本人で、人間に恐れられず一緒に盆踊りを踊りたいと物怪庵に依頼した。頭部が外れやすく手足にひびがあり壊れやすいが、水に付ければくっ付くらしい。
オイスケ
声 - 青山穣
青い貝の姿をした妖怪。貝殻をマイホームにしている。
アラナキ
声 - 松田健一郎
芦屋楢にとり憑いていたコアラの姿をした妖怪。泣くと巨大化する。楢にとり憑いたのは出来心で、疲れてたところ偶然いた楢の体で休ませてもらった。花繪の姉が作ったオムライスが好物で、巨大化した体が一瞬で元に戻った。
コモン
声 - 真山亜子
猿の姿をした妖怪。晴齋が奉公人だった頃の依頼人。以前は隠世と現世の環境変化に耐えられそうもないと判断されアオイに断られたが、育ったことで再び晴齋に依頼した。
チュンイチ、チュンゴ
声 - 古木のぞみ、新田ひより
コモンが面倒を見ていた5匹の小鳥の妖怪。チュンしか話せないため物怪庵が通訳した。チュンゴだけコモンと一緒に現世に残った。
ポンタ
声 - 西川舞
子豚の姿をした妖怪。ササにとり憑かれ操られてしまうが晴齋に救われる。
ササ
声 - 水橋かおり
芦屋榮に封印された邪悪な蜘蛛の妖怪。榮の一件で、人間を激しく憎んでいる。人間や妖怪に憑つき操る能力を持つ。原作では芦屋にとり憑いて晴齋を襲い封印を解除させようとしたが、榮の威光によって消滅させられてしまう。アニメでは榮から身を挺してササを守ってくれた晴齋の優しさにふれ改心する。

## 書誌情報
- ワザワキリ 『不機嫌なモノノケ庵』、スクウェア・エニックス〈ガンガンONLINE〉、全18巻
  1. 2014年6月21日発売[8]、ISBN 978-4-7575-4252-5
  2. 2014年9月22日発売[9]、ISBN 978-4-7575-4417-8
  3. 2015年2月21日発売[10]、ISBN 978-4-7575-4557-1
  4. 2015年5月21日発売[11]、ISBN 978-4-7575-4644-8
  5. 2015年11月21日発売[12]、ISBN 978-4-7575-4798-8
  6. 2016年6月22日発売[13]、ISBN 978-4-7575-5015-5
  7. 2016年9月21日発売[14]、ISBN 978-4-7575-5089-6
  8. 2017年3月22日発売[15]、ISBN 978-4-7575-5278-4
  9. 2017年8月22日発売[16]、ISBN 978-4-7575-5443-6
  10. 2018年1月22日発売[17]、ISBN 978-4-7575-5589-1
  11. 2018年6月22日発売[18]、ISBN 978-4-7575-5750-5
  12. 2018年12月21日発売[19]、ISBN 978-4-7575-5949-3
  13. 2019年3月22日発売[20]、ISBN 978-4-7575-6054-3
  14. 2019年9月12日発売[21]、ISBN 978-4-7575-6284-4
  15. 2020年2月12日発売[22]、ISBN 978-4-7575-6501-2
  16. 2020年8月11日発売[23]、ISBN 978-4-7575-6796-2
  17. 2021年2月12日発売[24]、ISBN 978-4-7575-7092-4
  18. 2021年7月12日発売[25]、ISBN 978-4-7575-7367-3
- 『不機嫌なモノノケ庵 6.5 奉公人指南書』2016年6月22日発売[26]、ISBN 978-4-7575-5016-2
- 『不機嫌なモノノケ庵 18.5巻 祝ノ書』2021年7月12日発売[27]、ISBN 978-4-7575-7368-0

## モーションコミック
2016年3月10日より3月31日にかけてENSOKUにて全4回が配信。声はアニメでも担当している梶裕貴と前野智昭が演じる。

## テレビアニメ
2016年6月より9月までAT-X、TOKYO MXほかにて第1期が放送された。第2期『不機嫌なモノノケ庵 續』（ふきげんなもののけあん つづき）は2019年1月から3月まで放送された。

### スタッフ
|                               | 第1期                                                                     | 第2期                                                                     |
| ----------------------------- | ------------------------------------------------------------------------- | ------------------------------------------------------------------------- |
| 原作                          | ワザワキリ                                                                | ワザワキリ                                                                |
| 監督                          | 岩永彰                                                                    | 川崎逸朗                                                                  |
| 副監督                        | -                                                                         | 川西泰二                                                                  |
| シリーズ構成・脚本            | 吉岡たかを                                                                | 吉岡たかを                                                                |
| キャラクターデザイン          | 影山あつこ                                                                | あおばみずき                                                              |
| プロップデザイン              | 宮川治雄                                                                  | 宮川治雄                                                                  |
| モノノケデザイン              | 久我嘉輝                                                                  | 久我嘉輝                                                                  |
| モノノケデザイン              | 長谷川早紀                                                                |                                                                           |
| ロゴデザイン                  | 沢田雅子                                                                  | 沢田雅子                                                                  |
| 美術デザイン                  | 中島美佳                                                                  | 佐藤正浩                                                                  |
| 美術監督                      | 小野智広                                                                  | 佐藤正浩、千葉薫                                                          |
| 色彩設計                      | 阿部みゆき                                                                | 阿部みゆき                                                                |
| 撮影監督                      | 安西良行                                                                  | 安西良行                                                                  |
| CGディレクター                | 伊東巧右平                                                                | 井崎正裕                                                                  |
| 3DCGI                         | ダンデライオンアニメーションスタジオ                                      | ダンデライオンアニメーションスタジオ                                      |
| 編集                          | 佐々木紘美                                                                | 佐々木紘美                                                                |
| 音響監督                      | 森下広人                                                                  | 森下広人                                                                  |
| 音楽                          | 高梨康治                                                                  | 市川淳                                                                    |
| 音楽プロデューサー            | -                                                                         | 澁谷知子、事務員G                                                         |
| 音楽制作                      | 徳間ジャパンコミュニケーションズ YTE                                      | -                                                                         |
| プロデューサー                | 江波戸憲司、阿部隆二、高見正人、礒谷徳知、吉川敦史                        | 江波戸憲司、阿部隆二、高見正人、礒谷徳知、吉川敦史                        |
| プロデューサー                | 関澤新二、清水修 細田成樹、田口智博                                       | 深水啓司、堀越大 谷口博康、重田正憲                                       |
| アニメーション プロデューサー | 野崎慎太郎                                                                | 清水修、千葉真悟                                                          |
| アニメーション制作            | ぴえろプラス                                                              | ぴえろプラス                                                              |
| 製作                          | YTE、スクウェア・エニックス、ぴえろ、叶音 AT-X、Age Global Networks、レイ | YTE、スクウェア・エニックス、ぴえろ、叶音 AT-X、Age Global Networks、レイ |
| 製作                          | 徳間ジャパンコミュニケーションズ ドコモ・アニメストア                     | SCLA、バップ 日本コロムビア                                               |

### 主題歌

#### 第1期
「トモダチメートル」
オープニングテーマ。作詞・作曲・歌はThe Super Ball。
「扉のむこう」
エンディングテーマ。作詞・作曲は宮原康平、編曲は立山秋航、歌は芦屋花繪（梶裕貴）と安倍晴齋（前野智昭）。

#### 第2期
「ロングタイムトラベラー」
オープニングテーマ。作詞・作曲は堀江晶太、歌はmono palette.。
「1%」
エンディングテーマ。作詞・作曲ははるまきごはん、歌はウォルピスカーター。

### 各話リスト
| 話数     | サブタイトル | 絵コンテ          | 演出             | 作画監督                                                                         | 総作画監督              |       |       |       |       |       |       |       |       |       |       |       |       |       |       |       |       |       |       |       |
| 第1期    | 第1期        | 第1期             | 第1期            | 第1期                                                                            | 第1期                   | 第1期 | 第1期 | 第1期 | 第1期 | 第1期 | 第1期 | 第1期 | 第1期 | 第1期 | 第1期 | 第1期 | 第1期 | 第1期 | 第1期 | 第1期 | 第1期 | 第1期 | 第1期 | 第1期 |
| -------- | ------------ | ----------------- | ---------------- | -------------------------------------------------------------------------------- | ----------------------- | ----- | ----- | ----- | ----- | ----- | ----- | ----- | ----- | ----- | ----- | ----- | ----- | ----- | ----- | ----- | ----- | ----- | ----- | ----- |
| 一ノ怪   | 厄始         | 岩永彰            | 小高義規         | 清水勝祐 吉岡佳広 岡崎伸浩                                                       | 石橋有希子              |       |       |       |       |       |       |       |       |       |       |       |       |       |       |       |       |       |       |       |
| 二ノ怪   | 蟻犠         | 岩永彰            | サトウ光敏       | Kim Yoon Jung                                                                    | 石橋有希子              |       |       |       |       |       |       |       |       |       |       |       |       |       |       |       |       |       |       |       |
| 三ノ怪   | 禅子         | 吉川志我津 岩永彰 | 吉川志我津       | 熊田明子                                                                         | 石橋有希子              |       |       |       |       |       |       |       |       |       |       |       |       |       |       |       |       |       |       |       |
| 四ノ怪   | 隠世         | 影山楙倫          | 所俊克           | 佐藤勝行 Lim CheaDuck                                                            | 石橋有希子              |       |       |       |       |       |       |       |       |       |       |       |       |       |       |       |       |       |       |       |
| 五ノ怪   | 法池         | 高本宣弘          | 高本宣弘         | Hue Hye Jung Choi Nak Jin                                                        | 石橋有希子              |       |       |       |       |       |       |       |       |       |       |       |       |       |       |       |       |       |       |       |
| 六ノ怪   | 輪求         | 岩永彰            | 小高義規         | 清水勝祐 吉岡佳広 有泉洋子                                                       | 石橋有希子              |       |       |       |       |       |       |       |       |       |       |       |       |       |       |       |       |       |       |       |
| 七ノ怪   | 逢遭         | サトウ光敏        | サトウ光敏       | Kim Yoon Jung                                                                    | 石橋有希子              |       |       |       |       |       |       |       |       |       |       |       |       |       |       |       |       |       |       |       |
| 八ノ怪   | 待延         | 影山楙倫          | 吉川志我津       | 熊田明子 鈴木彩子                                                                | 石橋有希子              |       |       |       |       |       |       |       |       |       |       |       |       |       |       |       |       |       |       |       |
| 九ノ怪   | 隔段         | 岩永彰            | 高本宣弘         | Hue Hye Jung                                                                     | 石橋有希子              |       |       |       |       |       |       |       |       |       |       |       |       |       |       |       |       |       |       |       |
| 十ノ怪   | 木偶         | 影山楙倫          | 前屋俊宏         | 桑島望 Park Youn Ok                                                              | 石橋有希子              |       |       |       |       |       |       |       |       |       |       |       |       |       |       |       |       |       |       |       |
| 十一ノ怪 | 紫陽         | 福島利規          | サトウ光敏       | Kim Yoon Jung Lee Jong Kyung                                                     | 石橋有希子              |       |       |       |       |       |       |       |       |       |       |       |       |       |       |       |       |       |       |       |
| 十二ノ怪 | 憂離         | 小高義規          | 小高義規         | 清水勝祐 吉岡佳宏 有泉洋子                                                       | 石橋有希子              |       |       |       |       |       |       |       |       |       |       |       |       |       |       |       |       |       |       |       |
| 十三ノ怪 | 團圓         | 岩永彰            | 岩永彰           | Hue Hey Jung                                                                     | 石橋有希子              |       |       |       |       |       |       |       |       |       |       |       |       |       |       |       |       |       |       |       |
| 第2期    |              |                   |                  |                                                                                  |                         |       |       |       |       |       |       |       |       |       |       |       |       |       |       |       |       |       |       |       |
| 一ノ怪   | 肢簾         | 川崎逸朗          | 川西泰二         | 長谷川早紀 Hue Hey Jung Kim Kyoung Hwan Kim Yoon Joung                           | あおばみずき            |       |       |       |       |       |       |       |       |       |       |       |       |       |       |       |       |       |       |       |
| 二ノ怪   | 尾鳴         | 高田淳            | ながはまのりひこ | Lee Sang Jin 佐々木敏子 梶浦紳一郎 大久保歩美                                    | 高橋敦子                |       |       |       |       |       |       |       |       |       |       |       |       |       |       |       |       |       |       |       |
| 三ノ怪   | 行拶         | 小野勝巳          | 福田皖           | Hue Hey Jung                                                                     | Hue Hey Jung            |       |       |       |       |       |       |       |       |       |       |       |       |       |       |       |       |       |       |       |
| 四ノ怪   | 臼舂         | 夕澄慶英！        | 川西泰二         | Kim Kyoung Hwan Kim Yoon Joung                                                   | 番由紀子                |       |       |       |       |       |       |       |       |       |       |       |       |       |       |       |       |       |       |       |
| 五ノ怪   | 虎入         | 川崎逸朗          | 佐々木純人       | 高橋宏郁 平野翔 河本華穂 山本道隆 谷口繁則 森谷春樹 野村美織 今泉竜太 渡邉一平太 | 高橋敦子                |       |       |       |       |       |       |       |       |       |       |       |       |       |       |       |       |       |       |       |
| 六ノ怪   | 光芽         | 川崎逸朗          | ながはまのりひこ | Hue Hey Jung                                                                     | Hue Hey Jung            |       |       |       |       |       |       |       |       |       |       |       |       |       |       |       |       |       |       |       |
| 七ノ怪   | 横好         | 川崎逸朗          | ながはまのりひこ | Kim Kyoung Hwan Kim Yoon Joung 青鉢芳信                                          | あおばみずき            |       |       |       |       |       |       |       |       |       |       |       |       |       |       |       |       |       |       |       |
| 八ノ怪   | 脱羅         | 川崎逸朗          | 冨永恒雄         | 松本文男                                                                         | 高橋敦子                |       |       |       |       |       |       |       |       |       |       |       |       |       |       |       |       |       |       |       |
| 九ノ怪   | 榮影         | 増田敏彦          | 佐々木純人       | 今泉竜太 中野人志 高橋宏郁 河本華穂 森谷春樹 谷口繁則 平野翔                     | 番由紀子 高橋敦子       |       |       |       |       |       |       |       |       |       |       |       |       |       |       |       |       |       |       |       |
| 十ノ怪   | 黒遣         | 今泉賢一          | 安江菜津美       | Hue Hey Jung 長谷川早紀                                                          | Hue Hey Jung 長谷川早紀 |       |       |       |       |       |       |       |       |       |       |       |       |       |       |       |       |       |       |       |
| 十一ノ怪 | 帰居         | 川崎逸朗          | ながはまのりひこ | Kim Hyun Ok Lee Sang Jin                                                         | 高橋敦子                |       |       |       |       |       |       |       |       |       |       |       |       |       |       |       |       |       |       |       |
| 十二ノ怪 | 上蜘         | 川崎逸朗          | 福田皖           | Hue Hey Jung                                                                     | Hue Hey Jung            |       |       |       |       |       |       |       |       |       |       |       |       |       |       |       |       |       |       |       |
| 十三ノ怪 | 翻寧         | 川崎逸朗          | 川西泰二         | Kim Kyoung Hwan Kim Yoon Joung                                                   | あおばみずき            |       |       |       |       |       |       |       |       |       |       |       |       |       |       |       |       |       |       |       |

### 放送局
| 放送期間                | 放送時間                     | 放送局     | 対象地域   | 備考                                 |
| ----------------------- | ---------------------------- | ---------- | ---------- | ------------------------------------ |
| 2016年6月28日 - 9月20日 | 火曜 23:30 - 水曜 0:00       | AT-X       | 日本全域   | 製作参加 / CS放送 / リピート放送あり |
| 2016年7月3日 - 9月25日  | 日曜 22:00 - 22:30           | TOKYO MX   | 東京都     |                                      |
| 2016年7月5日 - 9月27日  | 火曜 3:10 - 3:38（月曜深夜） | 読売テレビ | 近畿広域圏 | 『MANPA』第4部                       |
| 2016年7月6日 - 9月28日  | 水曜 2:42 - 3:12（火曜深夜） | 中京テレビ | 中京広域圏 |                                      |
|                         | 水曜 3:00 - 3:30（火曜深夜） | BS11       | 日本全域   | BS放送 / 『ANIME+』枠                |

| 配信開始日    | 配信時間                   | 配信サイト                                                                    |
| ------------- | -------------------------- | ----------------------------------------------------------------------------- |
| 2016年7月6日  | 水曜 12:00 更新            | dアニメストア                                                                 |
| 2016年7月11日 | 月曜 0:00（日曜深夜） 更新 | GYAO! ニコニコチャンネル バンダイチャンネル ビデオマーケット 楽天ショウタイム |

| 放送期間               | 放送時間                     | 放送局     | 対象地域 | 備考                                 |
| ---------------------- | ---------------------------- | ---------- | -------- | ------------------------------------ |
| 2019年1月5日 - 3月30日 | 土曜 21:00 - 21:30           | AT-X       | 日本全域 | 製作参加 / CS放送 / リピート放送あり |
| 2019年1月6日 - 3月31日 | 日曜 22:00 - 22:30           | TOKYO MX   | 東京都   |                                      |
|                        | 日曜 23:30 - 月曜 0:00       | サンテレビ | 兵庫県   |                                      |
| 2019年1月9日 - 4月3日  | 水曜 0:30 - 1:00（火曜深夜） | BSフジ     | 日本全域 | BS/BS4K放送 / 『アニメギルド』枠     |

| 配信開始日    | 配信時間           | 配信サイト                                                       |
| ------------- | ------------------ | ---------------------------------------------------------------- |
| 2019年1月9日  | 水曜 更新          | dアニメストア U-NEXT アニメ放題 dTV GYAO!ストア ビデオマーケット |
| 2019年1月11日 | 金曜 12:00 更新    | GYAO!                                                            |
|               | 金曜 22:00 - 22:30 | ニコニコ生放送                                                   |
|               | 金曜 配信          | ニコニコチャンネル バンダイチャンネル                            |
| 2019年1月12日 | 土曜 1:30 - 2:00   | AbemaTV                                                          |

### BD / DVD
| 巻  | 発売日        | 収録話          | 規格品番  | 規格品番  |
| 巻  | 発売日        | 収録話          | BD        | DVD       |
| --- | ------------- | --------------- | --------- | --------- |
| 1   | 2016年9月7日  | 第1話 - 第3話   | TKXA-1101 | TKBA-5331 |
| 2   | 2016年10月5日 | 第4話 - 第5話   | TKXA-1102 | TKBA-5332 |
| 3   | 2016年11月2日 | 第6話 - 第7話   | TKXA-1103 | TKBA-5333 |
| 4   | 2016年12月7日 | 第8話 - 第9話   | TKXA-1104 | TKBA-5334 |
| 5   | 2017年1月11日 | 第10話 - 第11話 | TKXA-1105 | TKBA-5335 |
| 6   | 2017年2月8日  | 第12話 - 第13話 | TKXA-1106 | TKBA-5336 |
| BOX | 2018年2月21日 | 全13話          | TKXA-1130 | -         |

| 巻 | 発売日        | 収録話          | 規格品番   | 規格品番   |
| 巻 | 発売日        | 収録話          | BD         | DVD        |
| -- | ------------- | --------------- | ---------- | ---------- |
| 1  | 2019年4月3日  | 第1話 - 第3話   | VPXY-71697 | VPBY-14814 |
| 2  | 2019年5月15日 | 第4話 - 第6話   | VPXY-71698 | VPBY-14815 |
| 3  | 2019年6月12日 | 第7話 - 第9話   | VPXY-71699 | VPBY-14816 |
| 4  | 2019年7月17日 | 第10話 - 第13話 | VPXY-71700 | VPBY-14817 |

### ドラマCD
テレビアニメの放送に先駆け、2016年6月24日にドラマCDが発売された。収録内容は「学校の怪談編」「登竜門編」。

### Webラジオ
『不機嫌なモノノケ庵 ラヂオノ怪』のタイトルで2016年7月13日から9月28日まで音泉にて配信された。毎月第2・4水曜日に更新。パーソナリティは芦屋花繪役の梶裕貴と安倍晴齋役の前野智昭が務めた。

## 舞台
2016年9月6日から9月11日まで、赤坂RED/THEATERにて上演された。芦屋花繪と安倍晴齋の2役を陳内将、入江甚儀、元木聖也、原嶋元久が役替わりで務める。